# Hyperkatalexe
Die Hyperkatalexe bezeichnet in der antiken Metrik einen Vers, der mit einer überzähligen unbetonten Silbe endet.
Beispiel aus dem Ring des Polykrates von Friedrich Schiller:
Er stand auf seines Daches Zinnen
◡—◡—◡—◡—◡
Der erste Vers ist jambisch interpretiert hyperkatalektisch:
◡— | ◡— | ◡— | ◡— | ◡
Sieht man diesen Vers allerdings als trochäisch, so ist er akatalektisch (also vollständig) mit Auftakt:
◡ | —◡ | —◡ | —◡ | —◡
Siehe auch: Katalexe